# Tefroit
Tefroit je manganov nekovinski silikatni mineral s kemijsko formulo Mn2SiO4. 

## Nastanek imena
Njegovo ime je nastalo iz grške besede τεφρός – tefros, ki pomeni »pepelnato siv« in se nanaša na njegovo barvo, čeprav je lahko tudi olivno zelen, zelenkasto moder, rožnat ali rjav.

## Nahajališča
Odkrili in opisali so ga v rudnikih Sterling Hill in Franklin v New Jerseyju, ZDA.
Našli so ga tudi v Angliji in na Švedskem. Pojavlja se v železo-manganovih rudnih skladih in njim sorodnih skarnih, pa tudi v metamorfnih sedimentih bogatih z manganom. Pogosto spremlja minerale cinkit, willemit, franklinit, rodonit, jakobsit, diopsid, gageit, bustamit, manganokalcit, glaukohroit, kalcit, banalzit in aleganiit.

## Lastnosti
Tališče tefroita je 1323ºC. Tefroit ima trdoto 6 in gostoto približno 4,1 g/cm3, kar je za nekovinske minerale veliko.